# Un garçon impossible
Un garçon impossible est une pièce de théâtre en deux actes qui a reçu le Prix Ibsen en 1998, de Petter S. Rosenlund, dramaturge norvégien. Elle a été traduite en français par Terje Sinding. 

## Argument
La pièce se déroule dans un cabinet de consultation d'un hôpital.
Cinq personnages : Jim, un garçon de huit ans, sa mère Sylvia, Henrik le médecin, Cécilie l'infirmière et la maîtresse d'Henrik, Oddvar le grand-père. 
Jim est ausculté par un médecin parce que sa mère, Sylvia, estime qu’il n’entend pas. En fait, l’ouïe de Jim est excellente mais la mère s’inquiète de ce que le garçon n’entende pas les voix de certains morts, celle du grand-père par exemple. Devant cette révélation surprenante, le médecin décide d’interner la mère dans le service psychiatrique et de confier Jim aux services de la protection de l’enfance. L’arrivée de ces services sera attendue durant toute la pièce.
L’infirmière Cécilie tente de consoler et de divertir maladroitement l’enfant qui s’attache à elle. Pendant ce temps, la mère profite d’une conversation téléphonique du médecin avec son épouse désœuvrée pour s’enfuir, le médecin Henrik à sa poursuite. L’enfant continue de se confier à l’infirmière mais celle-ci est trop préoccupée par ses démêlés amoureux avec le médecin Henrik. Sur ces entrefaites arrive le grand-père supposé mort à la recherche de sa fille. Cette dernière, revenue, révèle que le médecin Henrik est le père de Jim, rencontré un soir aux urgences.
Le grand-père se montre alors jaloux et violent à l’égard du médecin qui vient de l’ausculter. Le premier acte se clôt sur une dispute générale.
Au deuxième acte, chaque personnage qui entre sur scène remarque les très nombreux graffitis que Jim a réalisés quand il était seul dans le cabinet de consultation. Le geste de Jim est banalisé sans être compris. Jim est à nouveau humilié lorsque sa mère lui demande d’embrasser sur la bouche son père tout neuf, Henrik. L’enfant refuse de se livrer aux pratiques incestueuses de sa mère et de son grand-père. Il s’enfuit pour revenir avec un couteau à la main et tuer l’infirmière qui repousse son amour, puis son grand-père, sa mère et Henrik. Il s’exprime enfin mais de manière tragique.

## Mises en scène
- En 1997, la pièce est jouée pour la première fois au Théâtre Trondelag et retransmise à la télévision norvégienne.
- En 1998, Stanislas Nordey la met en espace au Théâtre Gérard-Philipe de Saint-Denis.
- En 2000, Frédéric Bélier-Garcia la met en scène au Studio-Théâtre de la Comédie-Française avec Catherine Sauval : Cécilie, Anne Kessler : Sylvia, Olivier Dautrey : Henrik, Bruno Putzulu : Jim.
- Richard Leteurtre met également en scène la pièce à L’Étoile du Nord en 2006.
- En 2009, Un garçon impossible est mis en scène par Jean-Michel Ribes au Théâtre du Rond-Point avec Isabelle Carré : Cécilie, Hélène Viaux : Sylvia, Éric Berger : Henrik, Micha Lescot : Jim, Jean-Yves Chatelais : Oddvar le grand-père